# Cristina Badaró
Cristina Badaró Baptista de Mello, ou simplesmente Cristina Badaró (Nilópolis, 7 de agosto de 1982) é uma atiradora esportiva brasileira.
Integrou a equipe brasileira de tiro que disputou os Jogos Pan-Americanos de 2011, em Guadalajara (México).
Em 2014, foi medalhista de ouro na prova Carabina Deitado do 4º Campeonato Ibero-americano de Tiro Esportivo realizado em Buenos Aires. Badaró fez 590 pontos, 9 a mais que a segunda colocada.